# Júlio César Soares Espíndola
Júlio César Soares Espíndola (Rio de Janeiro, 3 september 1979) – alias Júlio César – is een Braziliaans voormalig doelman in het betaald voetbal. Hij kwam van 1998 tot en met 2018 uit voor Flamengo, Chievo Verona, Internazionale, Queens Park Rangers, Toronto FC, Benfica en opnieuw Flamengo. César was van 2004 tot en met 2014 international van het Braziliaans voetbalelftal, waarvoor hij 87 interlands speelde.

## Clubcarrière

### Flamengo
César debuteerde op negentienjarige leeftijd in het betaald voetbal in dienst van Flamengo. Van 1998 tot 2004 speelde de keeper 163 officiële wedstrijden voor het team uit Rio de Janeiro. De doelman werd opgepikt bij een klein indoor-clubje uit de getto's van de Braziliaanse badplaats. Deze had de naam Grajau Country Club. In de eerste drie jaar bij Flamengo deed Júlio César slechts twee wedstrijden mee. Vanaf 2000 kon hij steeds vaker op een basisplaats rekenen, wat hem uiteindelijk een transfer naar Internazionale uit Milaan, Italië opleverde.

### Internazionale en Queens Park Rangers FC
César werd in het restant van het seizoen 2004/05 ingeschreven bij Chievo Verona. Dit moest omdat Internazionale aan het maximumaantal spelers van buiten de Europese Unie zat. Hij speelde geen wedstrijd voor de geel-blauwen. Toen hij daadwerkelijk naar de 'Nerazurri' verkaste, werd hem meteen een basisplaats gegund, aangezien Francesco Toldo een ernstige blessure had opgelopen. In vier jaar tijd kwam hij tot 165 wedstrijden. Bij Internazionale lukte hem tot viermaal toe wat hem in Brazilië nooit lukte – landskampioen worden. In 2010 behoorde César tot het elftal van José Mourinho dat landskampioen werd, de nationale beker won en de UEFA Champions League won. Tot 2011 werd zijn team ieder jaar tot winnaar van de Scudetto gekroond. Na de komst van Samir Handanovič, voor aanvang van het seizoen 2012/13, werd César overbodig bij Inter en moest hij op zoek naar een nieuwe werkgever. Een aantal dagen voor het sluiten van de transfermarkt tekende hij een contract voor vier jaar bij Queens Park Rangers. Toen QPR in het seizoen 2013/14 degradeerde naar de Engelse tweede klasse, werd César verhuurd aan Toronto FC. Vanaf maart 2014 verdedigde César de kleuren van de Canadese ploeg. Op 19 augustus 2014 tekende César een tweejarig contract bij de Portugese landskampioen, Benfica. Op 29 januari 2018 maakte Flamengo bekend dat César na dertien jaar zou terugkeren bij de club uit Rio de Janeiro.

### Managmentopleiding
César heeft de UEFA-managmentopleiding Executive Master for International Players (MIP) gedaan.

## Clubstatistieken
| seizoen | Club                | Competitie          | Duels | Goals |
| ------- | ------------------- | ------------------- | ----- | ----- |
| 1997    | Flamengo            | Série A             | 0     | 0     |
| 1998    | Flamengo            | Série A             | 1     | 0     |
| 1999    | Flamengo            | Série A             | 0     | 0     |
| 2000    | Flamengo            | Série A             | 16    | 0     |
| 2001    | Flamengo            | Série A             | 26    | 0     |
| 2002    | Flamengo            | Série A             | 16    | 0     |
| 2003    | Flamengo            | Série A             | 37    | 0     |
| 2004    | Flamengo            | Série A             | 34    | 0     |
| 2004/05 | → Chievo Verona     | Serie A             | 0     | 0     |
| 2005/06 | Internazionale      | Serie A             | 29    | 0     |
| 2006/07 | Internazionale      | Serie A             | 32    | 0     |
| 2007/08 | Internazionale      | Serie A             | 35    | 0     |
| 2008/09 | Internazionale      | Serie A             | 36    | 0     |
| 2009/10 | Internazionale      | Serie A             | 38    | 0     |
| 2010/11 | Internazionale      | Serie A             | 25    | 0     |
| 2011/12 | Internazionale      | Serie A             | 33    | 0     |
| 2012/13 | Queens Park Rangers | Premier League      | 24    | 0     |
| 2013/14 | → Toronto FC        | Major League Soccer | 7     | 0     |
| 2014/15 | Benfica             | Primeira Liga       | 23    | 0     |
| 2015/16 | Benfica             | Primeira Liga       | 24    | 0     |
| 2016/17 | Benfica             | Primeira Liga       | 8     | 0     |
| 2017/18 | Benfica             | Primeira Liga       | 2     | 0     |
| 2018    | Flamengo            | Série A             | 1     | 0     |
| Totaal  | Totaal              | Totaal              | 447   | 0     |

## Interlandcarrière
Vanaf 2003 zit Júlio César bij de nationale selectie van Brazilië. Zo zat hij onder meer in de selectie voor de Confederations Cup van dat jaar. Echter, zijn debuut vond plaats in 2004 tijdens de Copa América. Hij leidde het nationale team naar de overwinning van dat toernooi door onder meer in de strafschoppenserie van de finale een Argentijnse strafschop te keren. Na dit toernooi werd Dida, die het toernooi had laten schieten, weer als eerste doelman opgesteld door de bondscoach. Na het winnen van de concurrentiestrijd met Gomes, Helton en Doni koos Dunga sinds 2007 wel voor de doelman uit Rio de Janeiro, evenals Luiz Felipe Scolari, met wie hij deelnam aan het wereldkampioenschap voetbal 2014 in eigen land.
| Interlands van Júlio César voor Brazilië | Interlands van Júlio César voor Brazilië | Interlands van Júlio César voor Brazilië | Interlands van Júlio César voor Brazilië | Interlands van Júlio César voor Brazilië | Interlands van Júlio César voor Brazilië | Interlands van Júlio César voor Brazilië |
| №                                        | Datum                                    | Wedstrijd                                | Uitslag                                  | Soort wedstrijd                          | Doelpunten                               |                                          |
| Als speler bij CR Flamengo               | Als speler bij CR Flamengo               | Als speler bij CR Flamengo               | Als speler bij CR Flamengo               | Als speler bij CR Flamengo               | Als speler bij CR Flamengo               | Als speler bij CR Flamengo               |
| ---------------------------------------- | ---------------------------------------- | ---------------------------------------- | ---------------------------------------- | ---------------------------------------- | ---------------------------------------- | ---------------------------------------- |
| 1.                                       | 8 juli 2004                              | Brazilië – Chili                         | 1 – 0                                    | Copa América                             | 0                                        |                                          |
| 2.                                       | 11 juli 2004                             | Brazilië – Costa Rica                    | 4 – 1                                    | Copa América                             | 0                                        |                                          |
| 3.                                       | 14 juli 2004                             | Brazilië – Paraguay                      | 1 – 2                                    | Copa América                             | 0                                        |                                          |
| 4.                                       | 18 juli 2004                             | Mexico – Brazilië                        | 0 – 4                                    | Copa América                             | 0                                        |                                          |
| 5.                                       | 21 juli 2004                             | Brazilië – Uruguay                       | 1 – 1 (5 – 3 n.s.)                       | Copa América                             | 0                                        |                                          |
| 6.                                       | 25 juli 2004                             | Argentinië – Brazilië                    | 2 – 2 (2 – 4 n.s.)                       | Copa América                             | 0                                        |                                          |
| 7.                                       | 18 augustus 2004                         | Haïti – Brazilië                         | 0 – 6                                    | Vriendschappelijk                        | 0                                        |                                          |
| 8.                                       | 5 september 2004                         | Brazilië – Bolivia                       | 3 – 1                                    | Kwalificatie WK 2006                     | 0                                        |                                          |
| 9.                                       | 8 september 2004                         | Duitsland – Brazilië                     | 1 – 1                                    | Vriendschappelijk                        | 0                                        |                                          |
| 10.                                      | 9 februari 2005                          | Hongkong – Brazilië                      | 1 – 7                                    | Vriendschappelijk                        | 0                                        |                                          |
| Als speler bij Internazionale            |                                          |                                          |                                          |                                          |                                          |                                          |
| 11.                                      | 9 oktober 2005                           | Bolivia – Brazilië                       | 1 – 1                                    | Kwalificatie WK 2006                     | 0                                        |                                          |
| 12.                                      | 24 maart 2007                            | Brazilië – Chili                         | 4 – 0                                    | Vriendschappelijk                        | 0                                        |                                          |
| 13.                                      | 27 maart 2007                            | Brazilië – Ghana                         | 1 – 0                                    | Vriendschappelijk                        | 0                                        |                                          |
| 14.                                      | 22 augustus 2007                         | Algerije – Brazilië                      | 0 – 2                                    | Vriendschappelijk                        | 0                                        |                                          |
| 15.                                      | 12 september 2007                        | Brazilië – Mexico                        | 3 – 1                                    | Vriendschappelijk                        | 0                                        |                                          |
| 16.                                      | 14 oktober 2007                          | Colombia – Brazilië                      | 0 – 0                                    | Kwalificatie WK 2010                     | 0                                        |                                          |
| 17.                                      | 17 oktober 2007                          | Brazilië – Ecuador                       | 5 – 0                                    | Kwalificatie WK 2010                     | 0                                        |                                          |
| 18.                                      | 18 november 2007                         | Peru – Brazilië                          | 1 – 1                                    | Kwalificatie WK 2010                     | 0                                        |                                          |
| 19.                                      | 21 november 2007                         | Brazilië – Uruguay                       | 2 – 1                                    | Kwalificatie WK 2010                     | 0                                        |                                          |
| 20.                                      | 6 februari 2008                          | Ierland – Brazilië                       | 0 – 1                                    | Vriendschappelijk                        | 0                                        |                                          |
| 21.                                      | 26 maart 2008                            | Brazilië – Zweden                        | 1 – 0                                    | Vriendschappelijk                        | 0                                        |                                          |
| 22.                                      | 31 mei 2008                              | Brazilië – Canada                        | 3 – 2                                    | Vriendschappelijk                        | 0                                        |                                          |
| 23.                                      | 15 juni 2008                             | Paraguay – Brazilië                      | 2 – 0                                    | Kwalificatie WK 2010                     | 0                                        |                                          |
| 24.                                      | 18 juni 2008                             | Brazilië – Argentinië                    | 0 – 0                                    | Kwalificatie WK 2010                     | 0                                        |                                          |
| 25.                                      | 7 september 2008                         | Chili – Brazilië                         | 0 – 3                                    | Kwalificatie WK 2010                     | 0                                        |                                          |
| 26.                                      | 10 september 2008                        | Brazilië – Bolivia                       | 0 – 0                                    | Kwalificatie WK 2010                     | 0                                        |                                          |
| 27.                                      | 12 oktober 2008                          | Venezuela – Brazilië                     | 0 – 4                                    | Kwalificatie WK 2010                     | 0                                        |                                          |
| 28.                                      | 15 oktober 2008                          | Brazilië – Colombia                      | 0 – 0                                    | Kwalificatie WK 2010                     | 0                                        |                                          |
| 29.                                      | 19 november 2008                         | Brazilië – Portugal                      | 6 – 2                                    | Vriendschappelijk                        | 0                                        |                                          |
| 30.                                      | 10 februari 2009                         | Brazilië – Italië                        | 2 – 0                                    | Vriendschappelijk                        | 0                                        |                                          |
| 31.                                      | 29 maart 2009                            | Ecuador – Brazilië                       | 1 – 1                                    | Kwalificatie WK 2010                     | 0                                        |                                          |
| 32.                                      | 1 april 2009                             | Brazilië – Peru                          | 3 – 0                                    | Kwalificatie WK 2010                     | 0                                        |                                          |
| 33.                                      | 6 juni 2009                              | Uruguay – Brazilië                       | 0 – 4                                    | Kwalificatie WK 2010                     | 0                                        |                                          |
| 34.                                      | 10 juni 2009                             | Brazilië – Paraguay                      | 2 – 1                                    | Kwalificatie WK 2010                     | 0                                        |                                          |
| 35.                                      | 15 juni 2009                             | Brazilië – Egypte                        | 4 – 3                                    | Confederations Cup                       | 0                                        |                                          |
| 36.                                      | 18 juni 2009                             | Verenigde Staten – Brazilië              | 0 – 3                                    | Confederations Cup                       | 0                                        |                                          |
| 37.                                      | 21 juni 2009                             | Italië – Brazilië                        | 0 – 3                                    | Confederations Cup                       | 0                                        |                                          |
| 38.                                      | 25 juni 2009                             | Brazilië – Zuid-Afrika                   | 1 – 0                                    | Confederations Cup                       | 0                                        |                                          |
| 39.                                      | 28 juni 2009                             | Verenigde Staten – Brazilië              | 2 – 3                                    | Confederations Cup                       | 0                                        |                                          |
| 40.                                      | 12 augustus 2009                         | Estland – Brazilië                       | 0 – 1                                    | Vriendschappelijk                        | 0                                        |                                          |
| 41.                                      | 5 september 2009                         | Argentinië – Brazilië                    | 1 – 3                                    | Kwalificatie WK 2010                     | 0                                        |                                          |
| 42.                                      | 9 september 2009                         | Brazilië – Chili                         | 4 – 2                                    | Kwalificatie WK 2010                     | 0                                        |                                          |
| 43.                                      | 11 oktober 2009                          | Bolivia – Brazilië                       | 2 – 1                                    | Kwalificatie WK 2010                     | 0                                        |                                          |
| 44.                                      | 14 oktober 2009                          | Brazilië – Venezuela                     | 0 – 0                                    | Kwalificatie WK 2010                     | 0                                        |                                          |
| 45.                                      | 14 november 2009                         | Brazilië – Engeland                      | 1 – 0                                    | Vriendschappelijk                        | 0                                        |                                          |
| 46.                                      | 17 november 2009                         | Oman – Brazilië                          | 0 – 2                                    | Vriendschappelijk                        | 0                                        |                                          |
| 47.                                      | 2 maart 2010                             | Ierland – Brazilië                       | 0 – 2                                    | Vriendschappelijk                        | 0                                        |                                          |
| 48.                                      | 2 juni 2010                              | Zimbabwe – Brazilië                      | 0 – 3                                    | Vriendschappelijk                        | 0                                        |                                          |
| 49.                                      | 15 juni 2010                             | Brazilië – Noord-Korea                   | 2 – 1                                    | WK 2010                                  | 0                                        |                                          |
| 50.                                      | 20 juni 2010                             | Brazilië – Ivoorkust                     | 3 – 1                                    | WK 2010                                  | 0                                        |                                          |
| 51.                                      | 25 juni 2010                             | Portugal – Brazilië                      | 0 – 0                                    | WK 2010                                  | 0                                        |                                          |
| 52.                                      | 28 juni 2010                             | Brazilië – Chili                         | 3 – 0                                    | WK 2010                                  | 0                                        |                                          |
| 53.                                      | 2 juli 2010                              | Nederland – Brazilië                     | 2 – 1                                    | WK 2010                                  | 0                                        |                                          |
| 54.                                      | 9 februari 2011                          | Frankrijk – Brazilië                     | 1 – 0                                    | Vriendschappelijk                        | 0                                        |                                          |
| 55.                                      | 27 maart 2011                            | Brazilië – Schotland                     | 2 – 0                                    | Vriendschappelijk                        | 0                                        |                                          |
| 56.                                      | 4 juni 2011                              | Brazilië – Nederland                     | 0 – 0                                    | Vriendschappelijk                        | 0                                        |                                          |
| 57.                                      | 3 juli 2011                              | Brazilië – Venezuela                     | 0 – 0                                    | Copa América                             | 0                                        |                                          |
| 58.                                      | 9 juli 2011                              | Brazilië – Paraguay                      | 2 – 2                                    | Copa América                             | 0                                        |                                          |
| 59.                                      | 14 juli 2011                             | Brazilië – Ecuador                       | 4 – 2                                    | Copa América                             | 0                                        |                                          |
| 60.                                      | 17 juli 2011                             | Brazilië – Paraguay                      | 0 – 0 (0 – 2 n.s.)                       | Copa América                             | 0                                        |                                          |
| 61.                                      | 10 augustus 2011                         | Duitsland – Brazilië                     | 3 – 2                                    | Vriendschappelijk                        | 0                                        |                                          |
| 62.                                      | 5 september 2011                         | Brazilië – Ghana                         | 1 – 0                                    | Vriendschappelijk                        | 0                                        |                                          |
| 63.                                      | 7 oktober 2011                           | Costa Rica – Brazilië                    | 0 – 1                                    | Vriendschappelijk                        | 0                                        |                                          |
| 64.                                      | 28 februari 2012                         | Bosnië en Herzegovina – Brazilië         | 1 – 2                                    | Vriendschappelijk                        | 0                                        |                                          |
| Als speler bij Queens Park Rangers FC    |                                          |                                          |                                          |                                          |                                          |                                          |
| 65.                                      | 6 februari 2013                          | Engeland – Brazilië                      | 2 – 1                                    | Vriendschappelijk                        | 0                                        |                                          |
| 66.                                      | 21 maart 2013                            | Italië – Brazilië                        | 2 – 2                                    | Vriendschappelijk                        | 0                                        |                                          |
| 67.                                      | 25 maart 2013                            | Brazilië – Rusland                       | 1 – 1                                    | Vriendschappelijk                        | 0                                        |                                          |
| 68.                                      | 2 juni 2013                              | Brazilië – Engeland                      | 2 – 2                                    | Vriendschappelijk                        | 0                                        |                                          |
| 69.                                      | 9 juni 2013                              | Brazilië – Frankrijk                     | 3 – 0                                    | Vriendschappelijk                        | 0                                        |                                          |
| 70.                                      | 15 juni 2013                             | Brazilië – Japan                         | 3 – 0                                    | Confederations Cup                       | 0                                        |                                          |
| 71.                                      | 19 juni 2013                             | Brazilië – Mexico                        | 2 – 0                                    | Confederations Cup                       | 0                                        |                                          |
| 72.                                      | 22 juni 2013                             | Italië – Brazilië                        | 2 – 4                                    | Confederations Cup                       | 0                                        |                                          |
| 73.                                      | 26 juni 2013                             | Brazilië – Uruguay                       | 2 – 1                                    | Confederations Cup                       | 0                                        |                                          |
| 74.                                      | 30 juni 2013                             | Brazilië – Spanje                        | 3 – 0                                    | Confederations Cup                       | 0                                        |                                          |
| 75.                                      | 6 september 2013                         | Brazilië – Australië                     | 6 – 0                                    | Vriendschappelijk                        | 0                                        |                                          |
| 76.                                      | 10 september 2013                        | Brazilië – Portugal                      | 3 – 1                                    | Vriendschappelijk                        | 0                                        |                                          |
| 77.                                      | 19 november 2013                         | Brazilië – Chili                         | 2 – 1                                    | Vriendschappelijk                        | 0                                        |                                          |
| 78.                                      | 5 maart 2014                             | Zuid-Afrika – Brazilië                   | 0 – 5                                    | Vriendschappelijk                        | 0                                        |                                          |
| 79.                                      | 3 juni 2014                              | Brazilië – Panama                        | 4 – 0                                    | Vriendschappelijk                        | 0                                        |                                          |
| 80.                                      | 6 juni 2014                              | Brazilië – Servië                        | 1 – 0                                    | Vriendschappelijk                        | 0                                        |                                          |
| 81.                                      | 12 juni 2014                             | Brazilië – Kroatië                       | 3 – 1                                    | WK 2014                                  | 0                                        |                                          |
| 82.                                      | 17 juni 2014                             | Brazilië – Mexico                        | 0 – 0                                    | WK 2014                                  | 0                                        |                                          |
| 83.                                      | 23 juni 2014                             | Kameroen - Brazilië                      | 1 - 4                                    | WK 2014                                  | 0                                        |                                          |
| 84.                                      | 28 juni 2014                             | Brazilië - Chili                         | (3) 1 - 1 (2)                            | WK 2014                                  | 0                                        |                                          |
| 85.                                      | 4 juli 2014                              | Brazilië - Colombia                      | 2 - 1                                    | WK 2014                                  | 0                                        |                                          |
| 86.                                      | 8 juli 2014                              | Brazilië - Duitsland                     | 1 - 7                                    | WK 2014                                  | 0                                        |                                          |
| 87.                                      | 12 juli 2014                             | Brazilië - Nederland                     | 0 - 3                                    | WK 2014                                  | 0                                        |                                          |

Bijgewerkt tot en met 17 juni 2014.

## Erelijst
| Competitie            |          |                                             |          |          |
| Competitie            | Aantal   | Jaren                                       |          |          |
| Flamengo              | Flamengo | Flamengo                                    | Flamengo | Flamengo |
| --------------------- | -------- | ------------------------------------------- | -------- | -------- |
| Copa Mercosur         | 1x       | 1999                                        |          |          |
| Copa dos Campeões     | 1x       | 2001                                        |          |          |
| Campeonato Carioca    | 4x       | 1999, 2000, 2001, 2004                      |          |          |
| Taça Guanabara        | 3x       | 1999, 2001, 2004                            |          |          |
| Taça Rio              | 1x       | 2000                                        |          |          |
| Internazionale        |          |                                             |          |          |
| UEFA Champions League | 1x       | 2009/10                                     |          |          |
| FIFA Club World Cup   | 1x       | 2010                                        |          |          |
| Serie A               | 5x       | 2005/06, 2006/07, 2007/08, 2008/09, 2009/10 |          |          |
| Coppa Italia          | 3x       | 2005/06, 2009/10, 2010/11                   |          |          |
| Supercoppa            | 4x       | 2005, 2006, 2008, 2010                      |          |          |
| Benfica               |          |                                             |          |          |
| Primeira Liga         | 3x       | 2014/15, 2015/16, 2016/17                   |          |          |
| Taça da Liga          | 2x       | 2014/15, 2015/16                            |          |          |

| Competitie              | Winnaar  | Winnaar    | Runner-up | Runner-up | Derde    | Derde    |
| Competitie              | Aantal   | Jaren      | Aantal    | Jaren     | Aantal   | Jaren    |
| Brazilië                | Brazilië | Brazilië   | Brazilië  | Brazilië  | Brazilië | Brazilië |
| ----------------------- | -------- | ---------- | --------- | --------- | -------- | -------- |
| CONMEBOL Copa América   | 1x       | 2004       |           |           |          |          |
| FIFA Confederations Cup | 2x       | 2009, 2013 |           |           |          |          |